# آزادراه دریایی شمال ایران

آزادراه دریایی شمال ایران یا آزادراه گرگان-ساری-رشت، طرح ساخت آزادراهی است که نوار شمالی کشور ایران را در حاشیه دریا مازندران دربر گیرد. در ابتدا ذهنیت دولتمردان بر این قرار بود که این آزادراه به صورت پل درون ساحل یا به صورت سازه «پل فلزی»، در فاصله ۱۵۰ متری ساحل بر روی دریا ساخته می‌شود. ولی پس از مطالعه مسیر توسط کنسرسیومی از شرکت ایرانی طرح نو اندیشان و شرکت دانمارکی COWI، علی‌رغم تصور اولیه مسیر به کوهپایه هدایت شد، تا هم ترافیک عبوری را از درون بافت شهری بیرون بکشد و هم مسیری سریع و با دسترسی بالا برای مسافران فراهم سازد. به‌دلیل اهمیت این پروژه، وزارت راه و شهرسازی ایران، مطالعات اجرایی آن را به کنسرسیومی ایرانی که دارای جوینت دانمارکی بود، سپرد و این کنسرسیوم از مشاوران مطرح در امر راهسازی استفاده نمود. در همین راستا محدودیت‌های موجود زیست‌محیطی، گردشگری، اجتماعی، سیاسی و از این قبیل به پیمانکار مطالعات اجرایی اعلام شد و این کنسرسیوم با لحاظ کردن شرایط مذکور بهترین طرح را برای وزارت راه ایران انجام داد.
آزادراه دریایی شمال ایران شامل فازهای مختلفی می‌باشد که عبارتند از:
- آزادراه گرگان-بهشهر
- آزادراه بهشهر-ساری
- آزادراه ساری-قائم‌شهر
- آزادراه قائم‌شهر-آمل
- آزادراه آمل-چالوس
- آزادراه چالوس-تنکابن
- آزادراه تنکابن-رامسر
- آزادراه رامسر-چابکسر
- آزادراه چابکسر-سنگر
- آزادراه سنگر-رشت
- آزادراه رشت-بندر انزلی
- آزادراه بندر انزلی-رضوانشهر
- آزادراه رضوانشهر-آستارا

در حال حاضر، در میان این فازها فعلا آزادراه ساری-قائم‌شهر در دست احداث می‌باشد و سه فاز قائم‌شهر-آمل، گرگان-بهشهر و چابکسر-سنگر در دست مطالعه هستند و احداث آن‌ها بستگی به توانایی دولت دارد. مابقی فازها در انتظار تصویب توسط دولت هستند. این آزادراه بزرگ در آینده به آزادراه مشهد-بجنورد-گرگان، آزادراه تهران-آمل، آزادراه تهران-شمال، آزادراه قزوین-رشت و آزادراه آستارا-اردبیل-بستان آباد متصل خواهد شد.

## دلایل اجرای آزادراه دریا
حجم قابل ملاحظه و رو به رشد سفرها به استان‌های گیلان، مازندران و گلستان در کنار رونق اقتصادی منطقه، به دلیل عدم کارایی شبکه مواصلاتی یکپارچه در حاشیه جنوبی دریای مازندران باعث بروز مشکلات و معضلات متعددی برای ساکنان این استان‌ها و همچنین مسافران و گردشگران می‌شود که ازدحام خودروها و انواع آلودگی‌های زیست‌محیطی، آمار قابل ملاحظه تصادفات جاده‌ای و خسارت‌های مالی و جانی از جمله آنها است.
با توجه به رشد تردد در محورهای شرقی‌غربی کشور ایران و پیش‌بینی ادامهٔ این رشد در آینده، اجرای طرح آزادراه دریا ضروری می‌نماید. با اجرای این طرح ضمن بهبود شرایط ترافیکی در حوزه نفوذ طرح، منافع مستقیم و غیرمستقیم دیگری در سطوح محلی، استانی، ملی و بین‌المللی در حوزه‌های اقتصادی، ترانزیتی و گردشگری حاصل می‌شود. مطالعات این طرح ضمن مسیریابی مناسب آزادراه، لزوم دربرگیری راه‌آهن در طرح را نیز بررسی نموده و نهایتاً بسته‌های اقتصادی توجیه پذیری جهت ورود بخش خصوصی فراهم آورده‌است. بنا به پیش‌بینی‌ها قرار است راه‌آهن رشت‌ساری نیز در کنار این آزاد راه ساخته شود که با ساخت آن زمینه توسعه بنادر، طرح‌های گردشگری و ساخت اسکله‌های جدید فراهم می‌شود.
به دلیل گسترش زندگی شهری و روستایی در منطقه به صورت خطی در کناره دریای مازندران با تکمیل این محور علاوه بر بهبود اتصال شمال شرق و شمال غرب ایران، مناطق جمعیتی در این سه استان که در برگیرنده ۱۵درصد جمعیت کل کشور ایران هستند به راحتی به یکدیگر مرتبط می‌شوند.
تسهیل تردد در سطح منطقه به ویژه در ایام تعطیلات، افزایش چشمگیر ایمنی تردد در این محدودهٔ وسیع، و کاهش تلفات جانی و زیان‌های مالی، توسعه و رونق گردشگری داخلی و بین‌المللی در گستره ای به طول ۸۰۰ کیلومتر مربع، اتصال مرز سرخس به بندر امیرآباد و بندر آستارا و تقویت «کریدور ترانزیتی چین و آسیای میانه به ترکیه و اروپا»، در حدود ۳۰ هزار میلیارد ریال صرفه جویی حاصل از کاهش مصرف سوخت و تولید آلاینده‌های ناشی از آن، مواردی از مزایای ایجاد کریدور شرقی غربی در حاشیه جنوبی دریای خزر است. وزارت راه و شهرسازی اولویت اصلی و خاصی برای ساخت «آزادراه دریا» قائل است.

## موقعیت جغرافیایی
آزادراه دریایی از آستارا در غرب استان گیلان آغاز و با عبور از استان‌های گیلان، مازندران و گلستان تا تنگراه در شرق استان گلستان ادامه می‌یابد؛ و بدین‌ترتیب این آزاد راه دریایی به طول ۱۰۰۰ کیلومتر از آستارا تا گرگان ساخته می‌شود.

## توقف طرح
با وجود مزایای این پروژهٔ شاخصِ ملی، و ارزش افزوده‌ای که اجرای به موقع این مهم در سطح ملی و فرا منطقه‌ای به همراه می‌داشت و با توجه به سیاست‌های کلان کشور ایران در مورد کاهش سوانح جاده‌ای و کاهش از مصرف سوخت، این طرح با وجود پیشرفت ۶۰ درصدی به دلیل عدم تأمین اعتبار از سوی شرکت ساخت و توسعه متوقف و بی‌نتیجه ماند. از سوی برخی کارشناسان امید بوده‌است بتوان با همکاری بخش خصوصی و از طریق سایر منابع نظیر فروش اوراق مشارکت، احداث این آزادراه را عملی نمود.

## فازهای در حال احداث

### آزادراه ساری-قائم‌شهر
آزادراه ساری-قائم‌شهر، آزادراهی که به عنوان یکی از زیرمجموعه‌های آزادراه دریایی شمال ایران (گرگان-ساری-رشت) شناخته می‌شود در شمال ایران و در استان مازندران است که از زیر شهرهای قائم‌شهر و ساری به منظور رهایی از ترافیک کمربندی‌های این دو شهر مخصوصاً کمربندی ساری به علت مجاورت با خط راه‌آهن و میدان تره‌بار شهر ساری عبور می‌کند. این آزادراه از محور سوادکوه-تهران واقع در پنج کیلومتری جنوب قائم‌شهر آغاز می‌شود و با عبور از خط راه‌آهن شمال (گرگان-تهران)، رودخانه سیاه‌رود، جنگل کوهستانی نزدیک شهر ارطه (با استفاده از تونل)، محور ساری-کیاسر-دامغان، رود تجن (ساری)، جنگل سمسکنده (با استفاده از پل) و رود داراب‌رود، به محور گرگان-ساری در مجاورت پلیس راه سورک و در نزدیکی روستای اسرم خواهد رسید. طول آزادراه ۴۴٫۶ کیلومتر و عرض آن ۳۶٫۹ متر است و در سه باند خط رفت و سه باند خط برگشت اجرا می‌شود و حداکثر شیب طولی آن ۵٫۸ درصد و شیب عرضی شش درصد خواهد بود. توپوگرافی مسیر عبور آزادراه در شرایط ۲۲ درصد کوهستانی، ۲۱ درصد تپه ماهور و ۳۷ درصد دشت است و ۲۸ درصد از مسیر نیز با احتساب پل‌های بزرگ و تونل‌ها در محدوده اراضی و ۷۲ درصد آن در املاک شخصی واقع شده‌است. در مجموع سه هزار و ۱۴۰ متر تونل، شش دستگاه پل بزرگ و تیپ و ۲۳۰ دستگاه پل رودخانه‌ای در آن احداث می‌شود.
به گفته معاون وزیر راه و شهرسازی و مدیرعامل شرکت ساخت و توسعه زیربناهای حمل ونقل جاده‌ای کشور: آزادراه قائم‌شهر به ساری به ۸ هزار میلیارد تومان اعتبار نیاز دارد و با اجرایی شدن آن، ترافیک مرکز مازندران شکسته می‌شود.
این آزادراه بنا است با مشارکت شرکت سرمایه‌گذاری خاتم‌الاوصیاء، بانک‌های سپه، مسکن و شرکت سرمایه‌گذاری تأمین اجتماعی (شستا) اجرایی شود که البته هم‌اکنون در حال اجراست.

### آزادراه چالوس – رامسر
در سال ۱۴۰۱ پروژه احداث آزادراه چالوس به رامسر در امتداد آزاد راه تهران – شمال به طول ۹۲ کیلومتر با اختصاص بودجه دارای دریف اعتباری شد. احداث این مسیر تاثیر جدی بر ترافیک چالوس، کلارآباد، سلمانشهر، عباس‌آباد، نشتارود، تنکابن و رامسر خواهد داشت.